# Гернсийский свитер

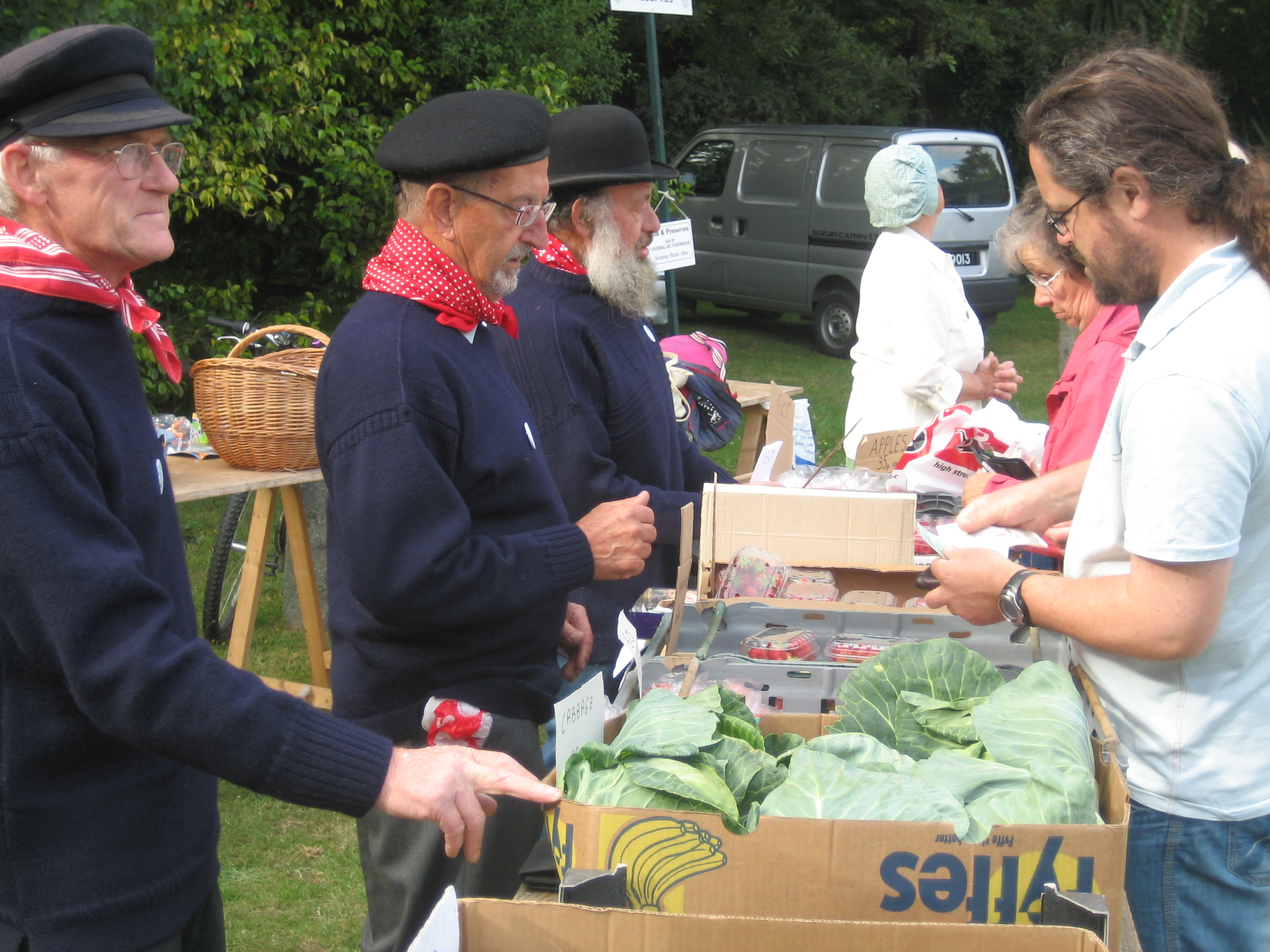
Гернсийцы в гернсийских свитерах

Гернсийский свитер (англ. guernsey, то есть свитер называется так же, как и сам остров) — вид вязаной верхней одежды, возникший на острове Гернси. Первоначально использовался прежде всего рыбаками и моряками.

## История
Ещё в конце XV века остров Гернси получил королевскую привилегию на импорт английской шерсти и дальнейший экспорт изготовленных из неё изделий в Нормандию и Испанию. Точное время возникновения гернсийского свитера неизвестно, первое упоминание слова guernsey как обозначения особого вида одежды за пределами острова относится к 1851 году. Тогда это слово было внесено в Оксфордский словарь.
Гернсийский свитер создавался для нужд рыбаков, которым была нужна тёплая, практичная и относительно непромокаемая (защищающая от дождя и брызг морской воды) одежда. Гернсийский свитер обладает этими качествами благодаря особому способу вязания.
По традиции свитеры вязались жёнами рыбаков, ремесло вязания свитеров передавалось от матери к дочери. Хотя сейчас свитеры частично изготавливаются при помощи машин, завершающая обработка осуществляется вручную.

## Другие значения
Словом guernsey также называют майку игроков в австралийский футбол — обычно это майка-безрукавка, хотя выпускаются и майки с рукавами. В австралийском диалекте майку в любых других видах спорта называют словом jersey.